# Băng cướp thế kỷ: Đẳng cấp quý cô
Băng cướp thế kỷ: Đẳng cấp quý cô (tên gốc tiếng Anh: Ocean's 8) là phim điện ảnh hài trộm cướp của Mỹ năm 2018 do Gary Ross đạo diễn với phần kịch bản do chính Ross cùng Olivia Milch chấp bút. Đây vừa là phần phim tiếp nối vừa là một phim riêng từ bộ ba phim Ocean's của Steven Soderbergh với sự tham gia diễn xuất của Sandra Bullock, Cate Blanchett, Anne Hathaway, Rihanna và Helena Bonham Carter. nội dung phim xoay quanh một nhóm nữ trộm do Debbie Ocean cầm đầu cùng kế hoạch đột nhập vào sự kiện thường niên Met Gala tổ chức tại Viện bảo tàng Mỹ thuật Metropolitan để trộm một món đồ nữ trang.
Sau khi tác phẩm Mười ba tên cướp thế kỷ ra mắt vào năm 2007, Soderbergh cho biết ông không hề có dự định thực hiện phần phim thứ tư. Tuy nhiên, một phần phim riêng với dàn nhân vật nữ đã được chính thức xác nhận thực hiện vào tháng 10 năm 2015 và hầu hết dàn diễn viên đã ký hợp đồng tham gia dự án vào tháng 8 năm 2016. Quá trình quay phim diễn ra từ tháng 10 năm 2016 tới tháng 3 năm 2017 tại khu vực Manhattan.
Băng cướp thế kỷ: Đẳng cấp quý cô ra mắt tại Alice Tully Hall vào ngày 5 tháng 6 năm 2018 và chính thức được hãng Warner Bros. Pictures phát hành tại Mỹ vào ngày 8 tháng 6 năm 2018, 11 năm sau khi Ocean's Thirteen được ra mắt. Phim thu về 297 triệu USD toàn cầu và nhận về nhiều ý kiến tích cực từ giới chuyên môn. Các đánh giá đề cao dàn diễn viên chính nhưng cũng chỉ trích nội dung phim thiếu sự đồng nhất so với bộ ba phim của Soderbergh.

## Nội dung
Tội phạm lừa đảo mới được ân xá Debbie Ocean, em gái của Danny Ocean quá cố, thuyết phục đồng bọn cũ Lou tham gia cùng cô trong một vụ trộm mới. Họ tập hợp đội hình tác nghiệp: Rose Weil, nhà thiết kế thời trang một thời nổi tiếng nhưng đang bế tắc ý tưởng và nợ tiền thuế nhà nước; Amita, thợ kim hoàn mong mỏi được sống cuộc đời độc lập khỏi mẹ đẻ; Nine Ball, hacker an ninh mạng; Constance, chuyên gia móc túi và xoay mánh giang hồ; và nhà đầu cơ Tammy, trung gian bán hàng ăn cắp tại gia ở ngoại ô.
Debbie lên kế hoạch đánh cắp chiếc vòng cổ Cartier trị giá 150 triệu đô Toussaint tại buổi dạ hội thường niên Met Gala  tổ chức tại Viện bảo tàng Mỹ thuật Metropolitan, lợi dụng ngôi sao điện ảnh Daphne Kluger làm đồng phạm vô tình. Họ thao túng để khiến Daphne thuê Rose làm nhà tạo mẫu cho cô trong dạ hội và thuyết phục Cartier cho Daphne mượn chiếc Toussaint. Họ quét kỹ thuật số chiếc vòng cổ để in một bản sao bằng Zirconi vô giá trị. Nine Ball điều chỉnh các camera an ninh của bảo tàng để tạo điểm mù. Tammy thâm nhập Vogue dưới vỏ bọc điều phối viên ngắn hạn để tiếp cận sơ đồ bố trí chỗ ngồi tại dạ tiệc và để thuê Lou làm chuyên gia dinh dưỡng cho sự kiện, trong khi Debbie dẫn dắt Daphne mời nhà buôn nghệ thuật Claude Becker, người yêu cũ phản trắc đã khiến Debbie phải vào tù. Lou chất vấn Debbie vì lên kế hoạch trả thù Becker, nhưng Debbie đảm bảo là việc này sẽ không de dọa kế hoạch của họ.
Khi Rose biết rằng chiếc Toussaint chỉ có thể được mở khóa bằng một nam châm đặc biệt do đội bảo vệ của Cartier giữ, Nine Ball nhờ em gái Veronica tạo ra một bản sao. Tại buổi dạ tiệc, Lou đánh thuốc vào chén súp của Daphne, khiến cô phải vội dùng phòng tắm nữ. Trong khi đội bảo vệ của Cartier đợi bên ngoài và Daphne vào nhà vệ sinh để nôn, Constance khéo léo tháo chiếc vòng cổ khỏi Daphne và tuồn cho Amita, người chia nó thành các món trang sức nhỏ hơn. Khi Daphne xuất hiện trở lại mà không có vòng cổ, bảo tàng lập tức bị phong tỏa để khám xét. Cuộc tìm kiếm kết thúc khi Tammy "tìm thấy" cái vòng cổ giả. Constance chuyển các mảnh Toussaint cho từng người trong nhóm để tuồn ra ngoài, và Debbie gài một miếng vào lễ phục của Becker. Sau vụ trộm, Daphne tìm đến cơ sở của nhóm và cho biết rằng cô đã biết về vụ cướp do phân tích cử chỉ của họ. Daphne yêu cầu được chia phần thứ tám để đổi lấy việc cứu họ khỏi tù.
Chiếc vòng cổ được phát hiện là giả sau khi được trả lại cho Cartier và thanh tra bảo hiểm John Frazier được giao nhiệm vụ điều tra yêu cầu bảo hiểm của Cartier. Frazier vốn đã có lịch sử chạm trán và bỏ tù các thành viên nhà Ocean ngay lập tức nghi ngờ Debbie, nhưng do cô rất cẩn thận hiện diện trên các đoạn phim an ninh của buổi dạ hội nên có bằng chứng ngoại phạm tuyệt đối vững chắc. Debbie thỏa thuận giao tên trộm cùng một phần của chiếc vòng cổ cho Frazier. Daphne đến thăm Becker và gửi cho Frazier ảnh viên kim cương mà Debbie đã gài. Để vu vạ thuyết phục hơn, Debbie thuê các nữ diễn viên đóng giả một số phu nhân giàu có để bán một số mảnh Toussaint và gửi tiền vào một tài khoản đứng tên Becker. Cảnh sát bắt giam Becker.
Khi tám người ăn mừng thành công, Lou tiết lộ mục tiêu thực sự của vụ trộm: trong khi buổi dạ tiệc đang bị sơ tán, cô và Yen Tài Ba, một diễn viên nhào lộn từng làm việc với Danny, thay thế  đồ trang sức hoàng gia châu Âu đang được trưng bày tại bảo tàng bằng các bản sao được Amita chế tác và lắp ráp, lấy đi số lượng đá quý có giá trị hơn Toussaint.
Với số phần chia  lớn hơn nhiều so với hứa hẹn, mỗi thành viên trong nhóm hoàn thành các dự định riêng: Amita đi du lịch đến Paris với một người đàn ông cô gặp trên Tinder; Rose trả hết nợ và mở cửa hàng của riêng mình; Constance mua một căn hộ lớn và trở thành một Youtuber; Tammy mở rộng kinh doanh hàng ăn cắp; Nine Ball mở một quán bar billards; Daphne trở thành đạo diễn (chỉ đạo diễn xuất cho một diễn viễn giống cô); Lou đi phượt xuyên quốc gia bằng xe phân khối lớn và Debbie thưởng thức một ly martini tại mộ của Danny, biết rằng anh sẽ tự hào về cô.

## Diễn viên
- Sandra Bullock trong vai Debbie Ocean
- Cate Blanchett trong vai Lou
- Anne Hathaway trong vai Daphne Kluger
- Mindy Kaling trong vai Amita
- Sarah Paulson trong vai Tammy
- Awkwafina trong vai Constance
- Rihanna trong vai Nine Ball
- Helena Bonham Carter trong vai Rose Weil
- Richard Armitage trong vai Claude Becker
- James Corden trong vai John Frazier